# Centro de Investigación Psicodélica y de la Conciencia
El Centro de Investigación Psicodélica y de la Conciencia (en inglés Center for Psychedelic and Consciousness Research) de la Universidad Johns Hopkins fue creado el 2019 con el objetivo de estudiar «cómo los psicodélicos afectan el comportamiento, el estado de ánimo, la cognición, la función cerebral y los marcadores biológicos de la salud». 
La creación del centro fue anunciada el 4 de septiembre de 2019 a partir de la donación de 17 millones de dólares por parte de un grupo de personas y organizaciones privadas para iniciar las investigaciones. Es el primer centro de este tipo en Estados Unidos y el segundo en el mundo, luego de que el Imperial College London creáse el Centro Imperial para la Investigación Psicodélica en abril de 2019 a partir de la donación de 3,5 millones de dólares de donantes privados.
El director del centro desde su fundación es el psicofarmacólogo estadounidense Roland R. Griffiths.
Dentro de las sustancias psicodélicas se encuentran la psilocibina y el LSD. Ya desde el 2004, científicos de la Universidad Johns Hopkins han estudiado los efectos de estos psicodélicos en el tratamiento de adicciones (alcohol, tabaco, heroína, cannabis), el trastorno por estrés postraumático, la enfermedad de Alzheimer y la depresión.